# سید مجتبی عرفانی
سید مجتبی عرفانی (زادهٔ ۱۳۳۴ در تالش – درگذشتهٔ ١٢ شهریور ١۴٠٢) نماینده مردم تالش در مجالس اول، دوم، و چهارم مجلس شورای اسلامی بود. او پس از تصادف و کشته شدن پدرش میر یونس عرفانی نماینده وقت مردم تالش در مجلس شورای اسلامی در انتخابات میان دوره‌ای مجلس شورای اسلامی (دوره اول) به نمایندگی انتخاب شد. وی دارای مدرک لیسانس علوم اداری بود.
| دوره  | میزان رای | درصد آراء |
| ----- | --------- | --------- |
| اول   | ۲۸٬۶۷۶    | ۵۴٫۴      |
| دوم   | ۳۵٬۳۵۴    | ۵۸        |
| چهارم | ۴۵٬۰۴۷    | ۵۲        |

مجتبی عرفانی از اعضای هیئت مؤسس انجمن دوستی ایران و اندونزی و رئیس هیئت مدیره این انجمن می‌باشد.
سید مجتبی عرفانی در ۱۲ شهریور ۱۴۰۲ بر اثر بیماری درگذشت.